# 동일본 여객철도 E217계 전동차
JR 동일본 E217계 전동차(일본어: JR東日本E217系電車)는 동일본 여객철도(JR 동일본)의 직류 근교형 전동차이다.

## 개요
요코스카 선과 소부 쾌속선에서 운용되던 113계 교체를 목적으로 1994년 도입되어 12월 3일부터 영업 운행을 개시했다. 사실상 형제 차량이라고 불러도 될 정도로 JR 동일본이 신계열 차량으로 개발한 209계와 거의 같은 설계를 기본으로 하였다. 수도권의 통근 수송에 대응하기 위하여 근교형 전동차로는 처음으로 4도어형 차량이 되었고, 2층 그린차도 등장하였다. 본 계열의 디자인 개발은 GK 인더스트리얼 디자인에서 실시하였다.
차량 제조는 가와사키 중공업, 도큐 차량제조와 함께 JR 동일본의 니쓰 차량 제작소(현 종합차량제작소 니쓰사업소)에서도 이루어졌다. 1994년부터 오오후나 전차구 (현 가마쿠라 차량센터)와 마쿠하리 전차구 (현 마쿠하리 차량 터)에 집중 투입되었다. 1999년 12월 4일 다이어 개정으로 요코스카 선·소부 쾌속선 내의 모든 113계를 대체하였다. 이후 2006년 3월 18일의 다이어 개정이후 일부 편성이 고즈 차량센터로 이동하여 도카이도 본선에서 운용되고 있다. 상세한 설명은 밑의 도카이도 본선 부분을 참고하기 바란다.
본 계열 이후 근교형 전동차의 생산은 일반형 전동차로 통일된 E231계 근교형에 넘겨주었지만, 본 계열과 비교하여 차체의 기본구조와 내장 디자인에서 달라진 점은 많지 않다.

## 성능

### 차체
209계와 동일한 경량 스테인리스제 차체이지만, 차체폭이 2,950mm(209계 0번대는 2,800mm)로 확대되었고, 차체의 대형화와 고속주행시 안정감을 위하여 대차간 거리가 13,800mm(209계는 13,300mm)로 길어졌다.
차내 설비는 209계와 비슷하게 출입문 위에 LED식 안내표시기와 출입문 차임이 설비되어 있다.
차체 측면의 행선표시기는 제조 당시에는 209계와 동일한 행선막 식이었지만, 1998년도 제조의 편성부터는 LED식을 채용하였다. 그 이후 행선막 차량은 LED식으로 교체되고 있다.
좌석은 롱시트 차량과 세미 크로스시트 차량이 있는데 후자의 경우 양단부의 좌석은 롱시트(3석), 출입문 간의 좌석은 롱시트 2석, 박스식 크로스시트 4석, 롱시트 2석의 구조이다. 하지만 선두 차량은 구조 관계로(뒤를 참고) 맨 끝의 출입문이 다음 출입문 가까운 곳에 설치되어 최전방 위치의 좌석은 롱시트 4석이다. 또한 출입문 간의 대형창의 개폐가 가능하여 세미 크로스시트 차와 초기의 롱시트 차량에서는 차창을 세 부분으로 나누어 중간 부분을 하강식으로 열 수있다. 중간 부분의 창의 큰 부분은 크로스시트의 간격으로 맞추었다. 롱시트 차량의 측면 창은 제조 도중에 두 부분으로 나누어 큰 쪽의 창문이 하강식으로 열린다. 덧붙여 개폐가 불가능한 창도 존재하지만 2007년 개폐 가능한 창으로 교체하는 개조가 진행 중이다.
기본 편성, 부속 편성의 구리하마 방면 선두차에는 화장실이 설치되어 있다. 덧붙여 배리어 프리를 위해 1997년 제작분 편성부터 기본 편성의 구리하마 방면 선두차(1호차: 쿠하 E216형 2000번대)에 휠체어 겸용 서양식 화장실이 설치되어 있다. 기존의 편성에 대해서도 1호차에 한하여 신조 차량으로 교체하여 제외된 차량을 부속 편성에 조성하는 방법으로 기본 편성의 선두차에 대응하는 화장실 차량을 조합하고 있다.
선두 차량은 건널목이 많은 구간을 고속 운전할 수 있도록 고운전대 구조이며, 시나가와~긴시초간의 지하구간(도쿄 터널) 을 주행할 수 있도록 전면에 비상 관통로를 설치하고 있다. 하지만 보통철도 구조규격에는 터널 폭이 넓고 탈출 통로가 설비된 경우에는 비상 관통문을 생략해도 되기 때문에 전면의 디자인은 그대로 유지되었으나 비상 관통문은 폐지되었다. 또한 1992년 나리타선 오스가 건널목 사고의 경험을 바탕으로 운전사의 안전을 위하여 선두차량에 크랙셔블(충격 흡수) 구조로 되어 운전대 부분을 깊게 만들었다. 덧붙여 통근형의 209계 0번대에는 운전사의 탈출구가 운전대 측면에 설치되어 있지만 운전대의 깊이는 관계가 없었다. 이 구조는 나중에 E231계, E531계, E233계에서도 채용되었다.
집전 장치(팬터그래프)는 209계와 동일한 PS28형 능형 팬터그래프를 채용하고 있다. 좁은 터널에는 들어갈 수 없는 구조이기 때문에 주오 본선의 다카오역 이서에는 들어갈 수 없다.

### 동력 장치
제어 장치와 모터는 209계와 동일한 미쓰비시 전기제 GTO 사이리스터 소자를 이용한 VVVF 인버터 제어장치와 출력 95kW 농형 삼상 유도전동기(MT68형, 후기는 MT73형)을 채용하였지만, 운용 조건에 의하여 최고 속도를 120km/h로 올려야 하기 때문에 기어비가 97:16(209계는 99:14)가 되어 기동가속도가 2.0km/h/s(209계는 2.5km/h/s)로 낮추어졌다. 이후에 나온 E231계의 경우 기어비가 99:14 임에도 전동기의 허용 최고 회전수를 올려 120km/h/s 운행을 가능하게 했다.
대차는 209계와 동일한 축량식 볼스터리스 대차(DT64/TR246계)가 채용되었다. 소부 쾌속선등의 120km/h 고속운행을 위해 양산 선행차에는 신조 요댐퍼가 탑재되어 있었지만, 주행 시험 결과 그린차를 제외한 이후의 차량에서 탑재될 필요가 없다고 판단되어 양산 선행차에서도 철거되었다.

### 그린차
그린차는 종래대로 기본편성의 4, 5호차에 도입되어 이용자 수의 증가, 나리타 공항 접근 수요(에어포트 나리타)로 인해 2량 모두 2층 차량이 되었다. 차량은 211계의 2층 그린샤의 설계를 기본으로 하였지만, 대차부나 출입문 차임 설치등의 차내 설비는 신계열 차량에 준하고 있다. 이들은 후에 E231계 근교형(차체 설계가 재검토), E531계(대차부는 130km/h 등에 대응해야 하므로 약간 차이가 있다) 등에도 채용되었다. 또한 좌석은 리크라이닝 시트가 채용되었다. 일부 차량의 좌석은 아키타 신칸센 건설공사로 인하여 기타가미 선 경유 기타가미~아키타 간의 '아키타 릴레이'호 용의 키하110계에서 사용되었던 것을 재활용하고 있다.
요코스카 선과 소부 쾌속선에서는 도카이도 본선과 함께 2006년 3월 18일부의 다이어 개정부터 그린차에 Suica 시스템을 도입하였다. 이를 위해 2005년에 전 좌석의 상단부에 Suica 인식을 위한 장치가 설치되었다.
2006년 8월 이후 그린차의 좌석이 E231계에 준한 것으로 바뀐 편성이 등장하였다. 좌석의 틀 또한 바뀌어 차내 설비에서 E217계의 흔적이 남아있는 것은 테이블 뿐이다. 또한 좌석의 모켓도 E231계와 같은 색상을 사용하였지만 디자인에서 다소 차이가 있다.

### 113계와의 병결계획
E217계를 기획할 당시에는 도카이도 본선에의 투입과 보소 지구의 로컬선 열차의 대체를 동시에 실시하려던 구상이 있어 한동안 113계와 같이 운용될 것으로 예상되어 양산 선행차 2편성에는 비상시 113계와의 연결을 위하여 구리하마 방면의 선두차에 제동을 위한 장치가 탑재되어 있었다. 그러나 계획이 바뀌어 요코스카 선과 소부 쾌속선에 집중 투입을 하게 되고, 또 병결 시험시에 기술적인 문제가 발견되어 제3편성 이후에는 관련 장치를 철거하였으며 양산 선행차에서도 철거되었다.

## 운용노선과 소속·편성

### 요코스카 선·소부 쾌속선
1994년부터 요코스카 선, 소부 쾌속선 용으로 투입된 편성은 그린샤를 포함하는 11량의 기본편성과 4량의 부속편성으로 구성되어 있다. 기본 편성의 MT비는 4M7T, 부속편성의 MT비는 2M2T이다. 차체의 띠는 중앙이 흰색, 위 아래가 짙은 청색(IGBT 교체 차량은 밝아짐, 하단 참고)인 요코스카 색(일명 스카색)의 투톤 컬러이다. 또한 선두차량의 정면 관통문의 우측 중앙부에는 'E217' 로고, 'EAST JAPAN RAILWAY COMPANY' 로고, 띠색의 로고가 붙어있다.
요코스카 선, 소부 쾌속선의 편성은 113계 시대부터 도카이도 본선과는 달라져서 기본편성이 도쿄 방면, 부속 편성이 구리하마 방면이다. 이것은 분할, 병결을 실시하는 즈시역의 구내 배선에 맞춰야 하기 때문이었다. 요코스카 선, 소부 쾌속선에 E217계 투입 쯤에는 도카이도 본선의 편성처럼 기본편성 10량에 도쿄 방면으로 부속편성 5량을 붙이는 것을 검토하였지만 즈시 역의 배선 변경과 유치선 연장이 어려워 기존의 방침이 유지되었다. 때문에 유효장이 10량이 채 안되는 다우라역에서 일부 차량의 출입문 개폐 문제는 해결되지 않았고 본 계열에서도 기본편성(즈시 역 이후의 유효장은 15량 미만이므로 즈시 역에서 부속 4량을 분할한다)의 1, 2, 10, 11호차에 출입문 상태 스위치가 설비되었으며 설비에 대한 안내 스티커도 부착되었다. 또한 15량 편성시에 MT비가 6M9T인 데 비해 기본 편성일 때는 4M7T로 동력 성능이 저하되어야만 하지만 설계시에 자동적으로 전동기의 한류치를 올려 동력 성능을 맞추는 기능도 포함하고 있다.
2007년 기준으로, 가마쿠라 차량센터에 기본편성 48편성 528량과 부속편성 43편성 172량, 도합 700량이 배치되어 있다. 그 전에는 마쿠하리 차량센터에도 분산 배치되어 있었으나, 2006년 3월 18일 다이어 개정으로 가마쿠라 차량센터로 모두 이동하였다. 편성번호도 종래의 F-00(가마쿠라), R-00(마쿠하리)에서 Y-00으로 통일되었다. 하지만 마쿠하리에서의 차량 유치는 아직까지도 계속 이루어지고 있다.
E217계의 운용 구간은 요코스카 선, 소부 쾌속선을 중심으로 하지만 보소 지구의 각 선구에도 투입되었다. 소부 본선은 지바 ~ 나루토간, 나리타선은 사쿠라 ~ 나리타 공항, 가토리간, 가시마 선 가토리 ~ 가시마 신궁 역간,, 우치보 선 지바 ~ 기미츠간, 소토보 선 지바 ~ 가즈사이치노미야간에도 입선한다.
1999년 10월 19일부터는 소부 쾌속선의 긴시쵸~지바 간, 2004년 10월 16일 다이어 개정부터는 요코스카 선 니시오이~오후나 간에서 최고속도를 120km/h로 증속하였다.
이전에는 부속편성(4량)이 심야에 지바 발 나루토 행 보통 열차의 운용이 있었지만 혼잡도가 매우 높아 몇년후에 113계 6량 편성으로 교체되었다. 이후 가시마 선에 직통하는 열차를 제외하고 보소 지구의 보통 열차에 부속 편성만 투입되는 일은 사라졌다.
2001년 12월 1일 개정부터 2004년 10월 16일 개정 전까지는 215계와 함께 쇼난 신주쿠 라인의 요코스카 선 신주쿠역 발착 운용도 있었다. 이때 종별 행선막은 신주쿠 행 열차가 '보통'으로 표시하였다.

### 도카이도 본선
아침 러시아워시의 쇼난 신주쿠 라인 증편, 요코스카선 운전편수의 감소와 쇼난 신쥬쿠 라인의 E231계로의 통일(2004년 10월 16일 다이어 개정 이후)로 인해 요코스카 선, 소부 쾌속선의 E217계 운전수가 줄어둘어 남는 차량이 발생하였다. 이로 인해 가마쿠라 차량센터 소속의 E217계 가운데 15량편성 3편성 (45량)이 도카이도 본선과 이토 선의 113계를 대체하기 위한 목적으로 고즈 차량센터에 이전되었고 2006년 3월 18일 다이어 개정 이후 운행을 개시하였다.
이전시에는 도쿄 종합 차량센터에서 몇 가지 개조를 실시하여 211계와 E231계와 동일하게 아타미 방향으로 기본 편성 10량, 도쿄 방면으로 5량 구조가 되었다. 당초에는 기본 편성의 7호차(롱시트 차량)를 부속 편성으로 이동시킬 예정이었으나 혼잡율을 피하기 위해 실제에는 세미 크로스시트가 설치된 구 10호차가 부속편성으로 이동하였다.
띠색은 E231계와 동일한 신쇼난색이 되었다. 차체측면의 JR 마크는 요코스카 선, 소부 쾌속선 시대와 동일한 위치에 부착되어 있고 선두차의 정면에 있는 E217계 로고도 남아있게 되었지만, 좌측에 있던 요코스카색의 띠색로고는 철거하였다.
이전된 편성들은 최초에 제작된 기본 F01~F03편성과 부속 F51~F53편성이다. 행선지 표시기는 F52편성에 한하여 개조시에 LED식으로 고쳤다. 도카이도 본선용으로 제로 제작된 행선막 표시의 서체는 요코스카 선, 소부 쾌속선용과 동일한 사양이 되었지만 한자부분에 한하여 211계와 같은 모양이 되었다. 또한 비상용 출입문의 콕등의 사용방법 스티커는 타 편성과 209계와 같은 종류가 되었다.
운행구간은 출입문 반자동 장치가 없어 한랭지 운용이 불가능한 탓에 쇼난 신주쿠 라인에는 운용되지 않고, 도카이 여객철도(JR 도카이) 구간의 직통 운행도 하지 않는다. 또한 2006년 3월 다이어 개정부터 운용중의 분할, 병결이 생겨 종일 15량으로 운용하는 E217계는 이토 선에는 들어가지 않는다. 결과 운용구간은 도쿄 ~ 아타미(비영업 회송은 키노미야 역까지)간에 한정하며 운전실의 모니터에는 이 차량은 '도쿄-아타미(키노미야)간 한정운용입니다'라는 표기가 되어있다. 예비편성이 없기 때문에 검수 등으로 인한 편성 부족분이 발생하면 E231계가 대신 운용된다.
이전 처음의 2006년 3월 개정시점에는 1편성이 종일 운용하던 것 이외에는 러시아워 시간대에 한하여 운용하였기 때문에 평시에는 거의 운행하지 않다가 2007년 3월 개정 시에 운용이 변경되어 평시의 투입이 약간 증가하였다. 쾌속 아크티로의 운용은 하행 2편, 상행 1편(매일)이 설정되어있다.
E231계와는 다르게 차내 자동 안내방송 설비는 되어있지 않지만 가마쿠라 차량센터 소속편성에는 설치가 예정되어있다.
전면 종별막은 보통열차는 검은색 바탕에 흰 글자로 '보통'(오다와라, 아타미 방면) 또는 '도카이도선'(도쿄 방면)이고, 쾌속 아크티는 검은색 바탕에 빨간 글자로 표시되어있다.
2007년 7월 9일부터 9월 30일까지 요코하마 ~ 고즈간 개업 120주년 기념 스티커를 선두차의 전면중앙에 부착했었다. 이 스티커는 편성에 따라 디자인에 차이가 있었다.
도쓰카 ~ 오다와라 역간에서는 최고속도 120km/h로 운전하고 있다.

## 형식·번대구분
- 모하 E217형: 치바, 도쿄 방면의 중간 전동차
  - 0번대: 세미 크로스시트 차량. 기본 편성의 9호차(가마쿠라, 고즈).
  - 2000번대: 롱시트 차량. 기본 편성의 3호차(가마쿠라, 고즈), 부속편성의 증3호차(가마쿠라), 13호차(고즈)
- 모하 E216형: 구리하마, 아타미 방면의 중간 전동차
  - 1000번대: 롱시트 차량. 모하 E217계 0번대와 유닛을 이룬다. 기본 편성의 8호차(가마쿠라, 고즈).
  - 2000번대: 롱시트 차량. 기본 편성의 2호차(가마쿠라, 고즈), 부속편성의 증2호차(가마쿠라), 12호차(고즈).
- 쿠하 E217형: 치바, 도쿄 방면의 제어차
  - 0번대: 세미 크로스시트 차량. 기본 편성의 11호차(가마쿠라), 10호차(고즈). 고즈 차량센터 소속에는 전기연결기를 탑재. 화장실 시설 있음(가마쿠라, 고즈).
  - 2000번대: 롱시트 차량. 부속 편성의 증4호차(가마쿠라), 15호차(고즈). 전기연결기 탑재.
- 쿠하 E216형: 구리하마, 아타미 방면의 제어차.
  - 1000번대: 롱시트 차량. 일본식 화장실 설비. 부속 편성의 증1호차(가마쿠라), 11호차(고즈). 고즈 차량센터 소속에는 전기연결기를 탑재.
  - 2000번대: 롱시트 차량. 전기연결기 탑재. 기본 편성의 1호차(가마쿠라, 고즈; 휠체어 대응 화장실 설비), 또는 부속편성의 증1호차(가마쿠라: 일본식 화장실 설비)
- 사하 E217형: 부속차
  - 0번대: 세미 크로스시트 차량. 기본 편성의 10호차(가마쿠라), 부속 편성의 14호차(고즈).
  - 2000번대: 롱시트 차량. 기본편성의 6, 7호차(가마쿠라, 고즈).
- 사로 E217형(0번대): 부속차. 치바, 도쿄 방면의 그린차. 구리하마, 아타미 방면 쪽에 서양식 화장실 설치.
- 사로 E217형(0번대): 부속차. 구리하마, 아타미 방면의 그린차. 지바, 도쿄 방면 쪽에 승무원실 설치.

## 역사
- 1994년 - 양산 선행차 2편성과 양산 첫 번째 편성이 완성. 당시에는 비상용 도어콕의 사용방법 등에 대한 스티커가 종래의 차량하고는 다소 다른 것이었음.
- 1995년 - 기본 양산차량의 투입을 개시. 이 차량부터 도어콕의 사용방법의 스티커가 209계와 같은 타입이 되었다.
- 1998년 - 동년 도입분부터 측면 선행표시기가 LED로 변경되었고 전면의 비상 관통문이 없어졌다. 또한 롱시트 차량의 창문 구조가 당시에 제작되던 209계 500번대와 같은 타입이 되어 1량중 4개소가 개폐가능이 되었다.
- 1999년 - 요코스카 선, 소부 쾌속선으로의 투입 종료. 근교형 전동차의 생산은 E231계 전동차[4]로 이어져 본 계열의 생산이 종료.
- 2001년 - 쇼난 신쥬쿠 라인의 투입이 이루어져, 215계와 같이 요코스카 선 ~ 신주쿠역 계통에 운행.
- 2004년 - 다이어 개정으로 쇼난 신주쿠 라인의 운용에서 이탈.
- 2006년 - 양산 선행차와 양산 첫 번째 편성(도합 3편성)이 요코스카 선, 소부 쾌속선으로부터 도카이도 본선의 운용에 투입.
- 2008년 - 도카이도 본선의 세 편성 중 한 편성이 다시 요코스카 선, 소부 쾌속선 운용에 복귀. 3월 24일부터 기기 교체편성의 운전 개시.
- 2021년~2025년 - E235계 1000번대 도입으로 전량 퇴역.

## 개조
- 2007년도부터 제어장치등의 기기류의 개조와 이중화, 자동방송 기능과 더불어 도어 컷(1도어 개폐) 스위치등의 설비를 전자의 경우 2006년 12월 5일에, 후자의 경우 2007년 3월 6일에 동일본 여객철도의 프레스 릴리즈에 발표.
  - 일부 편성에는 자동방송의 준비공사와 도어 컷 스위치의 설치가 시공되어 있다.
  - 제어장치의 개조로 인한 가마쿠라 차량센터에 배치된 예비편성의 부족으로 인해 E233계 3000번대를 한 편성 제작하여 고즈 차량센터에 배치하여 남는 E217계 한 편성을 다시 복귀시켰다.[5]
- 개폐 불가능한 창을 개폐가능 하도록 하는 공사도 순차적으로 진행중.
- 전면의 세븐 세그먼트식 열차번호 표시기, 측면의 행선막을 LED식으로 순차적으로 교환중. 한쪽에만 선행적으로 교환한 편성도 보임.
- 제어방식을 GTO소자로부터 IGBT소자로 개조한 편성은 전면부의 E217계 로고를 제거하고 E233계와 같은 JR로고와 'EAST JAPAN RAILWAY COMPANY'의 문자를 부착. 띠의 파란색이 좀 더 밝은 색조로 변하고 있고, 측면 상부의 띠도 변경되고 있다.